# Sviatoslav Richter
Pour les articles homonymes, voir Richter.
Sviatoslav Teofilovitch Richter (en russe : Святослав Теофилович Рихтер), né à Jytomyr (dans le gouvernement de Volhynie de l'Empire russe, de nos jours en Ukraine) le 20 mars 1915 et mort à Moscou (Russie) le 1er août 1997, est un pianiste soviétique, célèbre pour la profondeur de ses interprétations, sa virtuosité technique et sa maîtrise d'un très large répertoire. Richter est généralement considéré comme l'un des plus grands pianistes du XXe siècle.

## Biographie

### Enfance
Sviatoslav Richter est né à Jitomir (Empire russe) le 20 mars 1915. Son père, Théophile Danilovitch Richter (1872-1941), était un pianiste allemand de Russie fils d'Allemands installés en Russie à l'appel d'Alexandre II, également organiste et compositeur, qui avait fait ses études à Vienne. Sa mère, Anna Pavlovna (née Moskaliova; 1892-1963), était issue d'une famille noble de propriétaires fonciers russes et fut un temps l'élève de son futur mari. En 1918, alors que les parents de Richter vivent à Odessa, la guerre civile les contraint à se séparer de Sviatoslav et à le confier à sa tante Tamara. Cette dernière l'éduque ainsi de 1918 à 1921. C'est durant cette période que Sviatoslav Richter manifeste pour la première fois son intérêt pour l'art, notamment la peinture, que sa tante avait commencé à lui enseigner. En 1921, la famille Richter est à nouveau réunie et réaménage à Odessa, où Theophil enseigne au Conservatoire d'Odessa, puis est brièvement organiste à l'église luthérienne Saint-Paul d'Odessa avant qu'elle ne soit fermée par le pouvoir bolchévique. Au début des années 1920 Sviatoslav Richter montre son intérêt pour la musique (ainsi qu'à d'autres formes d'expression artistique comme le cinématographe, la littérature et le théâtre) et commence à étudier le piano. En fait, Richter peut être considéré comme un autodidacte. Son père, bien que professeur de musique de profession, ne lui a apporté qu'une éducation musicale élémentaire, comme l'a rapporté le père d'un de ses élèves tchèque. À un âge précoce, Richter était un excellent accompagnateur et se produisait déjà régulièrement avec les compagnies de ballet et à l'Opéra d'Odessa. Il y développa une passion pour l'opéra, le chant et la musique de chambre, qui purent trouver leur pleine expression dans les festivals qu'il créera plus tard à La Grange de Meslay en France et au Musée Pouchkine de Moscou.

### Début de carrière
La carrière de Sviatoslav Richter et l'impact qu'il a eu tant sur le public que sur ses pairs (il est le seul à propos duquel se fasse l'unanimité pour dire qu'il est l'un des plus grands pianistes de l'histoire[réf. nécessaire]) sont inégalés dans le monde de la musique classique. Après une enfance et une adolescence presque sauvages passées à Odessa, dépourvu de toute formation académique, où il apprend seul le piano et la musique, et où il est, dès l'âge de quinze ans, répétiteur à l'Opéra de la ville, il part pour Moscou en 1937.
Richter donne son premier récital, le 19 mars 1934, à la Maison des Ingénieurs d'Odessa ; mais il ne commence à étudier sérieusement le piano que trois ans plus tard, lorsqu'il décide de rejoindre Heinrich Neuhaus, un célèbre pianiste et professeur de piano, au Conservatoire de Moscou. Durant l'audition de Richter devant Neuhaus et ses élèves (où il joua les Ballades de Chopin, dont la Ballade no 4), Neuhaus aurait chuchoté à un étudiant placé à son côté : « Cet homme est un génie ». Bien qu'il ait formé de nombreux autres virtuoses tels qu'Emil Gilels, Iakov Zak, Elisso Virssaladze, Gérard Frémy, Bronislav Stayevski, Oleg Bochniakovitch, Radu Lupu et bien d'autres, Heinrich Neuhaus considérait Richter comme « l'élève de génie qu'il avait attendu toute sa vie », estimant qu'il ne lui avait « presque rien » apporté.
À l'âge où la plupart des grands pianistes entament leur carrière, Sviatoslav Richter commence seulement à apprendre sérieusement l'art du piano. Heinrich Neuhaus, l'un des pianistes soviétiques les plus réputés de l'époque, subjugué par le « génie » de cet inconnu, l'accepte immédiatement dans sa classe du conservatoire de Moscou, où Richter va suivre une scolarité complètement marginale. Refusant, en pleine période stalinienne, de se plier aux disciplines auxquelles chacun est tenu de se soumettre — l'établissement dispensant, en effet, un enseignement politique obligatoire —, Richter est  à deux reprises exclu du Conservatoire, mais y est réadmis à chaque fois, sur les instances de Neuhaus.
Tôt dans sa carrière, Richter a composé et aurait joué certaines de ses compositions lors de son audition devant Heinrich Neuhaus. Cependant Richter abandonne la composition peu de temps après son installation à Moscou. Des années plus tard, Richter expliquera ce choix : « La meilleure manière pour moi d'en parler, c'est peut-être de dire que je n'éprouve aucun désir d'en rajouter à toute la mauvaise musique du monde. »

### Derrière le rideau de fer
Avant même le début de la Seconde guerre mondiale, il était évident que le mariage des parents de Sviatoslav Richter était un échec ; sa mère était tombée amoureuse d'un autre homme. Comme Theophil Richter était d'origine allemande, il fut rapidement soupçonné d'espionnage par les autorités soviétiques. La famille avait un projet pour fuir le pays vers l'Ouest, mais celui-ci n'était organisé que pour trois personnes. Anna Pavlovna Richter refusa de quitter Odessa en raison de son nouvel attachement amoureux qui aurait porté à quatre les candidats à l'exil ; aussi tous restèrent à Odessa, cela d'autant plus facilement que Theophil Richter acceptait tacitement cette situation matrimoniale. Il fut ainsi sacrifié au choix amoureux de son épouse. En effet, Theophil Richter est arrêté peu de temps après l'opération Barbarossa, le 25 août 1941, condamné à mort pour espionnage le 3 octobre 1941, juste avant le siège d'Odessa, par un tribunal militaire et fusillé le 6 ou 7 octobre 1941 à Odessa avec vingt-trois autres suppliciés. Theophil Richter sera réhabilité par la Cour suprême d'Union soviétique le 1er février 1962. Sviatoslav Richter resta, quant à lui, en Union soviétique. Il ne revit plus sa mère pendant près de vingt ans, celle-ci s'étant installée en Occident (Allemagne) avec son amant ; il ne put le faire que brièvement, peu de temps avant la mort de cette dernière, lors de sa première tournée américaine.

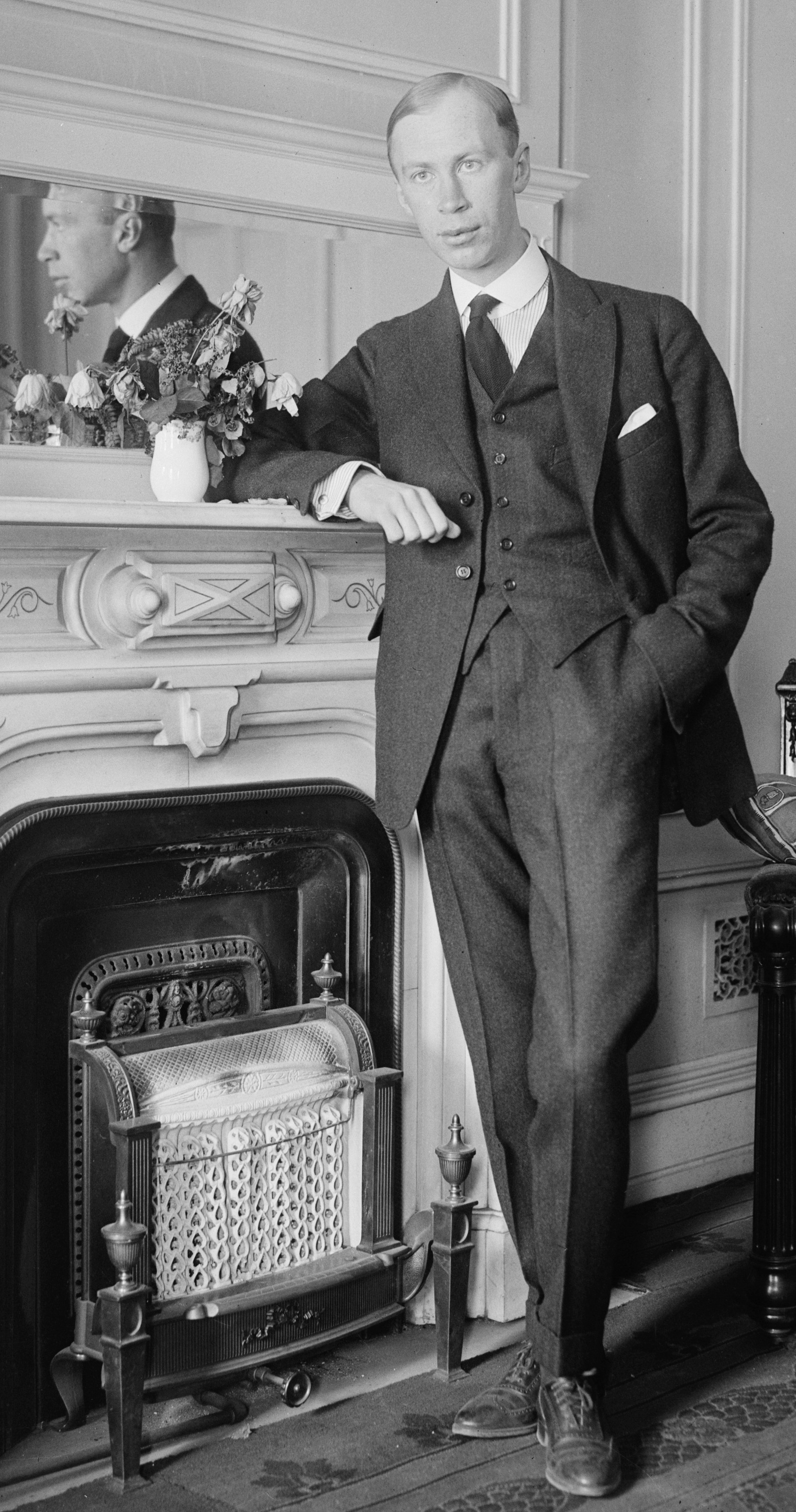
Serge Prokofiev en 1918

À Moscou, Prokofiev le remarque et lui demande de jouer sous sa direction son cinquième concerto « qui n'a aucun succès lorsque lui, Prokofiev, le joue ». Le succès est retentissant ; nous sommes en 1941, et ce n'est pas tant une carrière qui est lancée qu'une légende qui est née.
À compter de cette date, Richter sillonne l'Union soviétique, élargissant progressivement son répertoire jusqu'à des proportions encore probablement inégalées (sans compter la musique de chambre et une quantité d'opéras, dont la totalité — texte et musique — de l'œuvre wagnérienne), ayant dans la tête et dans les doigts, à la fin de sa vie, l'équivalent de quatre-vingts programmes de récitals). Cependant, pour des raisons peu claires, et qui sont en réalité d'origine familiale, il n'est pas autorisé à se rendre à l'étranger, si ce n'est dans les pays sous férule soviétique. Mais Richter ne sollicite rien, n'ambitionne rien, que ce soit en termes de gloire internationale ou de confort personnel, contrairement à la plupart de ses confrères, auxquels seules des tournées de concerts en Occident permettent quelques améliorations de leur situation matérielle. Il est également le seul des grands solistes de sa génération et de son pays à écarter, moins par volonté délibérée que par radicale indifférence — ce n'est pas un rebelle, mais un réfractaire — toute appartenance au Parti communiste. Une carrière exclusivement soviétique ne lui fait pas peur, Richter n'a en fait peur de rien. Il n'offre aucune prise, ce sera sa grande force.
Dès l'âge de 25 ans, Richter choisit dans le répertoire les œuvres qu'il allait jouer sa vie durant. Il ne s'écartera jamais de cet esprit et de cette exigence, ce qui lui permit d'aborder un nombre impressionnant de partitions (836 œuvres).
Proche de Prokofiev, il crée les sonates pour piano six, sept et neuf, dont la dernière lui est dédiée.
En 1945 Richter rencontre et accompagne lors d'un récital la soprano Nina Dorliak. Ils vécurent ensemble, sans jamais se marier, jusqu'à la mort de Sviatoslav. Nina accompagna Richter toute sa vie et toute sa carrière, complexes toutes les deux. Elle le soutiendra jusqu'à son ultime maladie, et mourra peu de temps après, le 17 mai 1998.
La puissance de ses interprétations réside dans l'énergie qu'il y met et dans le respect presque mystique des compositeurs qu'il interprète. Son répertoire touche à l'ensemble de la littérature pour piano, mais il se montre particulièrement remarquable dans ses interprétations de Bach, Rachmaninov, Prokofiev, Ravel, Debussy, Chopin, Beethoven et paradoxalement de Schubert, faisant ressortir chez ce dernier une profondeur insondable (dans les deux premiers mouvements de la sonate D. 960 par exemple). En outre, à Mozart, il préférait Haydn, désignant ce dernier comme « le gentil Haydn ».
Ses trois compositeurs préférés étaient Wagner, Chopin et Debussy. Il s'en est expliqué dans le livre de Valentina Tchemberdji, Sviatoslav Richter : chronique d'un voyage en Sibérie : « Wagner, Chopin et Debussy sont allés, d'une certaine manière, plus loin que tous les autres. Si dans la chaîne habituelle de la vie nous avons d'abord la nature et ensuite l'artiste, ils ont, eux, parcouru cette chaîne pour revenir à la nature, mais à un niveau plus élevé et même inaccessible aux autres compositeurs. [...] Chopin est indéfinissable. C'est à la fois la spontanéité et la perfection la plus totale, le sang polonais, l'aristocratisme [...] Dans la musique de Chopin tout est raffiné à l'extrême, et pourtant tout vient directement du cœur [...]. Debussy, avec son sang latin, a ressuscité la Grèce antique, son esprit, son attitude envers le monde, comme s'il n'y avait pas eu avant lui le romantisme allemand, ni Bach, ni personne ! Dans la musique de Debussy, il n'y a pas d'émotions personnelles. Il agit sur vous encore plus fortement que la nature. En regardant la mer, vous n'aurez pas de sensations aussi fortes qu'en écoutant La Mer. [...] Debussy, c'est la perfection même. » Il parlait aussi de « ce mystérieux, diabolique, féminin, masculin, incompréhensible, universellement compréhensible, tragique Chopin » ; et à propos de Debussy, son respect scrupuleux de la partition lui fit répondre à un critique français qui lui reprochait de jouer si doucement qu'on n'entendait plus rien : « Mais quand Debussy écrit “ppp”, il faut jouer ainsi ! »
On peut aussi noter qu'il refusa toute sa vie de jouer certaines pièces célèbres, et parmi les plus populaires du répertoire pianistique : les Variations Goldberg de Bach, la Sonate Waldstein et la Sonate au Clair de lune de Beethoven, le Concerto pour piano no 5 de Beethoven dit « L'Empereur », le Concerto pour piano no 3 de Prokofiev et la Sonate pour piano no 2 de Chopin, avec sa fameuse Marche funèbre devenue une musique officielle soviétique. Il pratiqua aussi la peinture, et intégrait une réflexion esthétique sur tous les arts dans son approche de la musique.
Richter tenait à avoir une vie privée discrète, retirée des médias, et ne donnait que peu d'entretiens à la presse. Il n'a jamais publiquement parlé de sa vie sentimentale, y compris dans le formidable entretien figurant dans le documentaire de Bruno Monsaingeon réalisé dans la dernière année de sa vie.

### Carrière internationale
Le public occidental ne connaissait jusque-là Sviatoslav Richter que par ses enregistrements, essentiellement publics, réalisés et diffusés dans les années 1950. Longtemps reclus en Union soviétique par le pouvoir communiste, il est le dernier des grands artistes russes de renom autorisés à se produire à l'étranger. Un de ses défenseurs est Emil Gilels, un autre élève de Neuhaus, qui après un triomphe aux États-Unis déclara aux critiques : « Attendez seulement d'entendre Richter ! »,.
Richter n'est autorisé à se produire en Occident qu'en mai 1960 à Helsinki. Il connaît alors la célébrité à l'Ouest après une tournée triomphale aux États-Unis en octobre 1960, mais rapidement il fonctionne en dehors du système en donnant des concerts là où cela l'inspire. Son style de vie refuse toute médiatisation. Il a alors 46 ans. Ses débuts en Amérique, avec une série de huit récitals et concerts avec orchestre au Carnegie Hall, font sur le monde musical l'effet d'un tremblement de terre. Puis ce sera l'Europe, l'Angleterre, la France, l'Allemagne, l'Italie, les pays scandinaves, et finalement le Japon, parcourus en tous sens tout au long des années 1960.
Richter ne va pourtant pas se prêter bien longtemps aux conventions du circuit international des concerts ; allergique à toute planification, il joue où et quand bon lui semble, imposant souvent des programmes hors normes à des publics médusés par la puissance tellurique comme par les infinies délicatesses de son jeu.
Après quatre tournées aux États-Unis, il décline toute nouvelle invitation à se produire dans ce pays qu'il abhorre, à l'exception, dit-il, de trois choses : « les musées, les orchestres, et les cocktails ».
Les premiers concerts de Richter à l'Ouest ont donc eu lieu en mai 1960, quand il a été autorisé à jouer en Finlande, et le 15 octobre 1960, à Chicago, où il joua le Deuxième Concerto pour piano de Brahms accompagné par l'Orchestre symphonique de Chicago dirigé par Erich Leinsdorf, où il fit véritablement sensation. La critique du Chicago Tribune, Claudia Cassidy, réputée pour ses critiques désobligeantes d'artistes renommés, évoqua la démarche hésitante de Richter entrant sur scène, paraissant vulnérable comme s'il allait être dévoré par les lions, mais ajouta que dès qu'il fut assis devant son piano son interprétation représenta « la performance d'une vie ». Dans les années 1960 Richter fit plusieurs tournées, se produisant notamment au Carnegie Hall.
Richter, toutefois, affirma ne pas aimer faire des tournées aux États-Unis, n'appréciant pas, en outre, les attentes élevées du public américain. À la suite d'un incident en 1970 au Alice Tully Hall de New York, durant lequel les interprétations de Richter, aux côtés de David Oistrakh, furent perturbées par des manifestants antisoviétiques, Richter jura de ne plus jamais y revenir. Les rumeurs d'un nouveau concert au Carnegie Hall persistèrent longtemps jusque dans les dernières années de sa vie sans qu'il y ait jamais rien eu de fondé.
En 1961 Richter joua pour la première fois à Londres. Lors de ce récital, où il joua des œuvres de Haydn et Prokofiev, la critique britannique fut, au premier abord, assez hostile. Le critique Neville Cardus qualifia même le jeu de Richter de « provincial », se demandant même pourquoi Richter avait été invité à se produire à Londres, étant donné que Londres avait elle-même beaucoup de pianistes de « seconde classe ». Après son concert du 18 juillet 1961, où Richter avait joué les deux concertos pour piano de Liszt, les critiques britanniques changèrent d'opinion.
En octobre 1961 il se produisit à Paris (Palais de Chaillot). Il y interpréta des œuvres de Haydn, Debussy et Prokofiev. Le récital du 14 octobre fut enregistré. Ce que S. Richter accepta de voir gravé donna un disque : "Le Chant du Monde", LDX-S 8290.
En 1963, cherchant sur les bords de la Loire un monument propice à l'organisation de festivals de musique, Sviatoslav Richter jeta son dévolu sur la grange de Meslay, grange fortifiée du XIIIe siècle, à quelques kilomètres au nord de Tours : il y créa en 1964 un festival, les « Fêtes musicales de Touraine ». L'ampleur exceptionnelle de son volume intérieur et la majesté de son architecture le séduisirent au premier coup d'œil. Depuis lors, comme l'atteste l'effigie de métal dressée à l'entrée de la grange de Meslay à la mémoire de Sviatoslav Richter, ce bâtiment devient chaque été un temple de l'art apprécié des mélomanes du monde entier.
Il créa un autre festival à Moscou, les « Soirées de Décembre » au Musée Pouchkine. Mais Richter pouvait, également, disparaître parfois pendant des mois.
Il s'adonne avec un plaisir manifeste à la musique de chambre, en compagnie de partenaires réguliers : Mstislav Rostropovitch, David Oïstrakh, le Quatuor Borodine. Il accompagne des chanteurs, comme Nina Dorliak et Dietrich Fischer-Dieskau, dans des récitals de lieder, joue avec de nombreux jeunes musiciens, le violoniste Oleg Kagan et son épouse, la violoncelliste Natalia Gutman, l'altiste Youri Bachmet, les pianistes Zoltán Kocsis, Andreï Gavrilov, Elisabeth Leonskaïa, dont il contribue à établir la réputation, ainsi qu'avec les chefs d'orchestre les plus prestigieux. Au début des années 1980 Richter ne se produit plus qu'avec la partition sur le pupitre, dans des salles à peu près obscures où l'on distingue à peine sa silhouette massive, créant ainsi une atmosphère saisissante tout en étant convaincu qu'il épargne au spectateur la tentation de se laisser aller aux démons du voyeurisme.
En 1970 Richter se rendit au Japon pour la première fois après un périple en train à travers la Sibérie puis en bateau car il détestait l'avion. Il y joua Beethoven, Schumann, Moussorgski, Prokofiev, Bartók et Rachmaninov, ainsi que des œuvres de Mozart et de Beethoven accompagné par des orchestres japonais. Richter se rendit huit fois au Japon en tout.
En 1986 il choisit de réaliser une tournée en Sibérie, où il réalisa des concerts dans les villages les plus reculés. Il n'était pas rare que Sviatoslav Richter, épris de liberté, choisisse un cadre et des moyens peu traditionnels pour organiser des concerts. Malheureusement il lui arrivait aussi d'annuler fréquemment des concerts à la dernière minute, souvent pour de réelles raisons de santé.
Pour souligner le niveau d'exigence de Richter, signalons que pour interpréter un concerto avec lui l'orchestre devait accepter dix répétitions communes, sinon il ne signait pas le contrat.
D'autre part, ayant sans doute été déçu de certains pianos trouvés dans les salles qui l'accueillaient, il se déplaçait avec son piano, en remorque .
Sviatoslav Richter apparut pour la dernière fois en concert à Lübeck, en Allemagne, en mars 1995.
Un film a été réalisé sur Sviatoslav Richter, mettant en évidence sa sensibilité et son humanité, par le documentariste Bruno Monsaingeon : Richter l'insoumis, où divers exemples de ses interprétations sont inclus dans ce documentaire sensible et touchant.
Un livre-conversation est également écrit par Youri Borissov, réalisateur, metteur en scène et critique musical, auteur d'un film sur Pletnev, Du côté de chez Richter, publié aux éditions Actes Sud.

### Approches de l'interprétation
Richter a expliqué ainsi l'approche de son interprétation : 

« L'interprète est vraiment un exécutant, devant reproduire les intentions du compositeur à la lettre, il ne doit rien ajouter qui ne soit pas déjà dans l’œuvre. S'il est talentueux, il nous permet d'entrevoir la vérité de l'œuvre ce qui est en soi un élément du génie qui se reflète en lui, il ne doit pas dominer la musique, mais devrait se dissoudre en elle. »

Il déclara également : 

« Je ne suis pas un idiot complet, même si par faiblesse ou par paresse je n'ai aucun talent pour la pensée. Je sais seulement comment la réfléchir : je suis un miroir. La logique n'existe pas pour moi, je flotte sur les vagues de l'art et de la vie et n'ai jamais vraiment cherché à savoir comment faire la distinction entre ce qui appartient à l'une ou l'autre ou ce qui est commun aux deux. La vie se déroule pour moi comme un théâtre présentant une suite de sentiments un peu irréels ; alors que les composantes de l'art sont une réalité pour moi et me vont droit au cœur. »

Richter exprimait le sentiment que les musiciens devaient « porter les intentions du compositeur à la lettre », ce qui l'amenait à l'occasion à critiquer ses pairs. Ainsi, après avoir assisté à un récital de Murray Perahia, où celui-ci avait interprété la troisième sonate pour piano de Chopin sans observer la répétition du premier mouvement, Richter lui demanda dans les coulisses de lui expliquer les raisons de cette omission. Cependant, lui-même s'écartait volontiers des « intentions du compositeur » (par exemple en choisissant fréquemment des tempi nettement plus lents que ceux indiqués et généralement observés). Mais il pratiquait volontiers l'autocritique. Ainsi, après s'être rendu compte que depuis des décennies il jouait une fausse note (un fa dièse au lieu d'un fa naturel) dans le Concerto italien de Bach, il insista pour que des excuses détaillées fussent imprimées sur la pochette du CD contenant l'enregistrement de cette œuvre.

### Fin de vie
Même à la fin de sa vie, comme il en témoigne dans le film, Richter reconnaît n'avoir jamais pu saisir et comprendre la musique de Mozart.
Après une grave opération du cœur il séjourna, lors de sa convalescence, dans le monastère des sœurs bénédictines de l'Abbaye Notre-Dame-de-Fidélité de Jouques (Bouches-du-Rhône), près d'Aix-en-Provence. Fasciné par le chant grégorien qu'il entendait lors de certains offices, il accepta de donner un récital Bach-Mozart, le 7 mars 1990, dans la petite chapelle de l'abbaye, pour aider financièrement les moniales à édifier un nouveau monastère, à Rosans (Hautes-Alpes). Il aimait ce lieu de paix et de recueillement et y passa à nouveau quelques jours, quatre mois avant sa mort, en 1997. Le 1er août 1997 Sviatoslav Richter mourut à l'Hôpital Central de Moscou des suites d'un infarctus du myocarde, revenant de sa datcha.
Il est inhumé au Cimetière de Novodevichy à Moscou.
Artiste relativement secret, Sviatoslav Richter a cependant publié des carnets et souvenirs, encouragé en cela par le documentariste Bruno Monsaingeon : Richter - Écrits, conversations.

## Déclarations mémorables de Sviatoslav Richter sur ses pairs
À propos de Bach : 

« Il ne fait aucun mal d'écouter Bach, de temps en temps, même si ce n'est qu'une question d'hygiène . »

De Scriabine il disait : 

« Scriabine n'est pas le genre de compositeur que l'on peut considérer comme son pain quotidien, c'est plutôt une liqueur forte avec laquelle vous pouvez vous enivrer périodiquement, un médicament poétique, un cristal qui est facilement rompu. »

À propos de ses tournées dans les petites villes : 

« Mettez un petit piano dans un camion et conduisez le long des routes de campagne, prenez le temps de découvrir un nouveau paysage ; vous arrêter dans un joli endroit où il y a une bonne église ; décharger le piano et parler aux habitants ; donner un concert ; offrir des fleurs aux personnes qui ont eu la gentillesse d'y assister ; repartir. »

Sur son point de vue de jouer sans toucher de cachet : 

« La musique doit être donnée à ceux qui l'aiment, je veux donner des concerts gratuits ; c'est la réponse. »

De Neuhaus : 

« J'ai beaucoup appris de lui, même s'il n'arrêtait pas de dire qu'il n'y avait rien qu'il puisse m'enseigner ; la musique est écrite pour être jouée et écoutée et m'a toujours semblé être en mesure d'être dirigée sans paroles... Ce fut exactement le cas avec Heinrich Neuhaus. En sa présence, j'étais presque toujours réduit à un silence total. Ce fut une chose extrêmement bonne, car elle signifiait que nous étions concentrés exclusivement sur la musique. Il m'a appris, surtout, le sens du silence et la signification du chant. Il m'a dit que j'étais incroyablement opiniâtre et ne faisais que ce que je voulais. Il est vrai que je n'ai jamais joué que ce que je voulais. Et donc il m'a laissé faire que ce que j'aimais. »

## Déclarations mémorables à propos de Sviatoslav Richter
Le critique italien Piero Rattalino a affirmé que les seuls pianistes comparables à Richter dans l'histoire de piano étaient Franz Liszt et Ferruccio Busoni : 

« Combien de pianistes peuvent prétendre aujourd'hui être au niveau de Richter ? Combien sont ses pairs, dans toute l'histoire du piano ? Bien que je puisse sembler trop sélectif, seuls deux noms me viennent à l'esprit : Franz Liszt et Feruccio Busoni. Le premier est né en 1811, le second en 1866, soit cinquante-cinq ans plus tard et Richter est né en 1915, quarante-neuf ans après Busoni. »

Glenn Gould considérait Richter comme « l'un des plus puissants communicateurs que le monde de la musique ait produits de notre temps ».
Nathan Milstein décrivit Richter dans son mémoire De la Russie à l'Occident comme suit : 

« Richter était certes un merveilleux pianiste, mais pas de manière aussi impeccable que sa réputation le laissait croire. Sa musique était trop sèche pour moi. Dans son interprétation de Jeux d'eau de Ravel on entend des glaçons congelés au lieu d'entendre de l'eau couler. »

Van Cliburn assista, en 1958, à un récital de Richter en Union soviétique. Il aurait pleuré pendant le récital et, à son retour aux États-Unis, aurait décrit le jeu de Richter comme « le jeu de piano le plus puissant que j'aie jamais entendu ».
Arthur Rubinstein décrit le premier concert de Richter auquel il ait assisté : 

« Ce n'était pas vraiment quelque chose d'exceptionnel. Puis, à un moment, j'ai remarqué que mes yeux étaient de plus en plus humides : les larmes ont commencé à rouler sur mes joues. »

Heinrich Neuhaus décrit Richter comme suit : 

« Sa capacité singulière à saisir l'ensemble et en même temps ne rien perdre des moindres détails d'une composition suggère une comparaison avec un aigle qui, de sa grande hauteur peut voir aussi loin que l'horizon jusqu'au moindre détail du paysage. »

Dmitri Chostakovitch a écrit sur Richter : « Richter est un phénomène extraordinaire. L'immensité de son talent fait chanceler et nous ravit. Tous les phénomènes de l'art musical lui sont accessibles »[réf. nécessaire].
Vladimir Sofronitsky déclara que Richter était un « génie », ce qui incita ce dernier à répondre que Sofronitsky était un « dieu ».
Vladimir Horowitz a déclaré : « Parmi les pianistes russes, je n'en aime qu'un, Richter »[réf. nécessaire].
Pierre Boulez a écrit de Richter : « Sa personnalité était plus grande que les possibilités que le piano lui offrait, plus large que le concept même de la maîtrise complète de l'instrument »[réf. nécessaire].
Marlene Dietrich, qui était une amie de Richter, écrivit dans son autobiographie, Marlene : 

« Un soir, alors que le public était assis autour de lui sur la scène, une femme, derrière lui, s'est effondrée et est morte sur place alors qu'il jouait une pièce ; elle a été évacuée de la salle. J'ai été profondément impressionnée par cet incident et me suis dit : « Quel sort enviable de mourir tout en écoutant Richter. Quelle sensation forte cette femme avait eue pour sa musique avant d'expirer son dernier souffle ! » Mais Richter ne partagea pas cette opinion et fut très choqué par cet incident. »

[réf. nécessaire]
Le critique Bryce Morrison décrivait Richter comme : « idiosyncrasique, franc-parler, héroïque, réservé, lyrique, virtuose et peut-être surtout, profondément énigmatique, Sviatoslav Richter demeure l'un des plus grands artistes de représentation de tous les temps »[réf. nécessaire].
Jacques Bourgeois écrivit dans Arts (octobre 1961) : « Après Londres et New York, Paris a confirmé que Richter est le plus grand pianiste du monde. » La phrase était reprise sur un album de Richter consacré à Rachmaninoff (LP DG 138 076).

## Anecdotes
- Richter refusa généralement de jouer des transcriptions d'opéra pour piano, bien qu'il le fît lors de visites d'amis chez lui, jouant en leur honneur. Dans les années 1940, il aurait joué sa propre transcription du Tristan et Iseult de Wagner pour un groupe d'amis en une seule séance. De même, alors qu'il était le témoin de mariage de Riccardo Muti, Richter joua de mémoire l'ensemble du premier acte du Madame Butterfly de Puccini pour un petit groupe des invités[2].
- Alors qu'il était né en 1915 d'un père d'origine allemande et d'une mère issue de la noblesse russe, Richter raconte qu'ayant dit à Herbert von Karajan qu'il était « allemand aussi », il se serait entendu répondre par celui-ci : « alors je suis chinois ». Richter commenta la réaction de Karajan en disant : « Que pensez-vous de cela ? » (Karajan était d'origine grecque et avait également des ascendants slovènes).

## Enregistrements
Malgré sa discographie importante, Richter n'aimait pas enregistrer en studio, et la plupart de ses enregistrements proviennent de concerts, qui représentent quelque 2250 heures de musique. Ainsi, ses récitals de Moscou (1948), Varsovie (1954 et 1972), Sofia (1958), New York (1960), Leipzig (1963), Aldeburgh (plusieurs années), Prague (plusieurs années), Salzbourg (1977) et Amsterdam (1986), sont reconnus comme quelques-uns des plus beaux documents de son art, comme le sont d'innombrables enregistrements en public édités avant et après sa mort sous différents labels.
Entre autres enregistrements publics de Richter généralement reconnus par la critique, peuvent être mentionnés des études sélectionnées de Scriabine, des préludes et sonates de Schumann, la Sonate Appassionata de Beethoven (Moscou, 1960), la Sonate en si de Schubert (performances multiples, différentes années), Miroirs de Ravel (Prague, 1965), la Sonate en si mineur de Liszt (plusieurs exécutions, 1965-66), la Sonate Hammerklavier de Beethoven (plusieurs enregistrements, 1975) et des préludes sélectionnés de Rachmaninov (multiples performances, différentes années) et Debussy (performances multiples, différentes années).
Cependant, malgré son rejet prononcé pour le studio, Richter prenait très au sérieux ses enregistrements en studio. Ainsi, après une longue session d'enregistrement de la Wanderer Fantasie de Schubert, pour laquelle il avait utilisé un piano Bösendorfer, Richter fut mécontent après avoir écouté les enregistrements et dit à l'ingénieur du son : « Eh bien, je pense que nous allons la refaire sur le Steinway, après tout »[réf. nécessaire].
De même, au cours d'une session d'enregistrement de la Toccata de Schumann, Richter aurait choisi de jouer cette pièce — que Schumann lui-même considérait « parmi les morceaux les plus difficiles jamais écrits » — à plusieurs reprises de suite, sans prendre de pauses, afin de préserver la spontanéité de son interprétation.
Selon l'article de Falk Schwartz et John Berrie « Sviatoslav Richter - A Discography » (1983), Richter aurait annoncé dans les années 1970 son intention d'enregistrer son répertoire solo complet « sur environ cinquante disques LP ». Richter n'alla jamais au bout de ce projet de discographie complète, mais douze disques furent pressés entre 1970 et 1973 puis réédités en numérique au format CD par Olympia (divers compositeurs, 10 CD) et RCA (Bach - Le Clavier bien tempéré).
En 1961, l'enregistrement de Richter avec Erich Leinsdorf et l'Orchestre Symphonique de Chicago du concerto pour piano no 2 de Brahms remporta le Grammy Award de la meilleure performance classique - Concerto ou soliste instrumental. Cet enregistrement est toujours considéré comme un point de repère (malgré l'affirmation de Richter qu'il n'en était pas satisfait), comme le furent ses enregistrements en studio de la Wanderer Fantaisie de Schubert, le concerto pour piano no 2 de Liszt, le concerto pour piano no 2 de Rachmaninov, la Toccata de Schumann, entre autres.

## Sélection discographique
Un début de discographie des meilleurs enregistrements pourrait également être celle proposée par le musicien et présentateur radiophonique Frédéric Lodéon.
- Johann Sebastian Bach : Le Clavier bien tempéré, 4 CD, RCA Gold Seal, 1992 (enregistrements 1970) et également sous étiquette Le Chant du Monde enregistré à Salzbourg en juillet 1970 et portant le numéro de catalogue LDX 78525/526/527.
- Ludwig van Beethoven : 33 Variations sur une valse d'Anton Diabelli op. 120, Philips Classics, 1992
- Ludwig van Beethoven : Sonates op. 57 « Appassionata » et op. 13 « Pathétique », 8 Bagatelles extraites des op. 33, 119 et 126, Beethoven: Piano Works
- Ludwig van Beethoven : Sonatas op. 90, 109, 110, 111, Sviatoslav Richter plays Beethoven CD 1 (Historic Russian Archives), Brilliant
- Ludwig van Beethoven : Sonatas op. 7, 31 no 2 et 3, Sviatoslav Richter plays Beethoven CD 2 (Historic Russian Archives), Brilliant
- Ludwig van Beethoven : Sonatas op. 2 no 3, 101, Sviatoslav Richter plays Beethoven CD 3 (Historic Russian Archives), Brilliant
- Ludwig van Beethoven : Concerto no 1 en ut, opus 15, Sonate no 22 en fa opus 54 avec l'Orchestre Symphonique de Boston sous la direction de Charles Munch Disque 33t. RCA 630.601 LM2544 enregistré en 1960 et en CD RCA 035628680426 Papillon Collection
- Ludwig van Beethoven : Concerto no 3 en do mineur op. 37 par l'USSR State Symphony Orchestra dirigé par Hermann Abendroth et la Choral Fantasy en do mineur op. 80, par l'USSR RTV Large Symphony Orchestra dirigé par Kurt Sanderling et le State Academy Russian Chorus dirigé par Alexander Sveshnikov, Beethoven: Piano Works
- Ludwig van Beethoven: Concerto pour piano et Orchestre n. 3 Riccardo Muti Philharmonia Orchestra, EMI 1977.
- Camille Saint-Saëns : Concerto N° 5, Radio-Sinfonieorchester Stuttggart des SWR, dir. Christoph Eschenbach. CD SWR music Hänssler classic 1993.
- Camille Saint-Saëns : Concerto N° 5, Leningrad Philharmonic, dir. Kirill Kondrashin , 1955 CD AURORA MK. 300-05.
- Camille Saint-Saëns : Concerto N° 5, Moscow Youth Orchestra, dir. Kirill Kondrashin 1950. CD Melodiya 2012.
- Camille Saint-Saëns : Concerto N° 2, URSS State Symphony Orchestra, dir. Nicolai Anosov, 1948 CD AURORA MK. 300-05.
- César Franck : Les Djinns, Moscow Youth Orchestra, dir Kirill Kondrashin.1952 CD Mélodiya 2012
- César Franck : Prélude, choral et fugue, CD Mélodiya 1968 report 2012.
- Dimitri Chostakovitch : Quintette avec piano avec le Quatuor Borodine en 1983, réédité chez BMG en 1997.
- Antonín Dvořák : Concerto pour piano en sol mineur op.33 B 63, avec l'orchestre symphonique de Prague dirigé par Václav Smetáček
- Edvard Grieg : Concerto pour piano et orchestre op. 16 en la mineur avec le Moscow State Symphony Orchestra dirigé par Kirill Kondrashin
- Franz Liszt : Sonate en si mineur, Sviatoslav Richter plays Beethoven CD 3 (Historic Russian Archives), Brilliant.
- Sergueï Prokofiev : Sonates pour piano no 2, 6, 9, CD, Praga, 2004
- Rachmaninov, Concerto pour piano no 2 et Prokofiev Concerto pour piano no 5, Deutsche Grammophon, 1990
- Sergueï Rachmaninov : Sviatoslav Richter plays Rachmaninov chez Alto Sélection de Préludes : Op. 23 No. 1, 2, 4, 5, 7, 8 et Op. 32 No. 1, 2, 6, 7, 10, 12
- Sergueï Rachmaninov : Sviatoslav Richter plays Rachmaninov chez Alto, Sélection d'Études-Tableaux : Op. 33 No. 4, 5, 8 et Op. 39 No. 1-4, 7, 9
- Franz Schubert : Sonates D 960 (si bémol majeur) et D 575 (si majeur), Slavisante Richter plays Schubert CD 4 (Historic Russian Archives), Brilliant
- Franz Schubert : Sonates op. 78 (sol majeur) et D 566 (mi mineur), Sviatoslav Richter plays Schubert CD 5 (Historic Russian Archives), Brilliant
- Tchaïkovski : Concerto no 1 pour piano et orchestre  Orchestre Symphonique de Vienne  direction Herbert Von Karajan , Deutsche Grammophon

Enregistrements de Sviatoslav Richter en concert entre 1948 et 54
- Bach Capriccio BWV992 et Sonate BWV 963 ; Beethoven Variations op. 34 et 76, sonates no 3 et 22 ; Brahms Concerto no 2 ; Chopin Preludes, Études et Nocturnes ; Prokofiev Sonates no 2 et 7 ; Schumann Fantaisie op. 17, Introduction et Allegro appassionato op. 92 ; Szymanowski Sonate no 2 ; Tchaikovsky Grande sonate - disponibles sous le label ANKH dans la série Soviet years - travail de restauration sonore exemplaire.
- Camille Saint-Saëns, Concerto N° 2, Orchestre Symphonique de Vienne, dir. Oleg Caetani, le 19 mai 1993 (concert Live, Vienne) Youtube.
- Camille Saint-Saëns, Sonate pour violoncelle et piano N° 1, Benjamin Britten, Sonate in C  pour violoncelle et piano, Sergei Prokofiev, Sonate pour violoncelle et piano in C dur, (Natalia Gutman, violoncelle). Concert 12/07/1992. CD Live classics 1995
- Maurice Ravel, Concerto pour la main gauche, Orchestra Simfonica del Teatro Comunale  di Genova (Genova), dir. Ricardo Muti 14 juin 1969. Youtube.
- Maurice Ravel, Valses nobles et sentimentales, Miroirs, César Franck, Prélude, chorale et fugue M 21, Edward Grieg, Lyrische Stücke. Récital enregistré en 1994 - CD SWR classic 2017.

## Filmographie
- Le Compositeur Glinka (Kompozitor Glinka), de Grigori Aleksandrov (1952) : Richter interprète le rôle de Franz Liszt.
- Mstislav Rostropovitch et Sviatoslav Richter dans Beethoven - Intégrale des sonates pour violoncelle et piano, DVD, EMI, 2002.
- Richter l'insoumis, VHS, documentaire réalisé par Bruno Monsaingeon, Warner Vision France, 1998. 155 min, repris en DVD en 2002  puis en 2012 par Euroarts Music Inter.